# Soledad Acosta de Samper
Soledad Acosta Kemble, conocida como Soledad Acosta de Samper (Bogotá, 5 de mayo de 1833-17 de marzo de 1913) fue una destacada escritora, periodista, y feminista colombiana del siglo XIX. Perdura como un símbolo de la lucha por la igualdad de género y los derechos de las mujeres en Colombia. Su vida y obra han inspirado a generaciones posteriores de escritoras, periodistas y activistas en el país
En sus labores como novelista, cuentista, periodista, historiadora, traductora y editora, escribió más de 20 novelas, cerca de 50 cuentos, cuatro obras de teatro, numerosos estudios sociales y tratados de historia; fundó y dirigió cinco periódicos. Las obras de Soledad Acosta fueron publicadas junto a algunas de las de sus contemporáneas como la escritora Agripina Samper Agudelo, su cuñada y la poetisa Silveria Espinoza de Rendón.
Interesada por la historia de la Nueva Granada, tanto como por el papel de las mujeres y su participación en la organización de la república naciente, escribió biografías de mujeres en diferentes épocas de la humanidad, y en su narrativa describió, valoró y realzó las condiciones de vida de las mujeres de su tiempo. Las mujeres fueron sujeto de sus novelas y sus estudios sociales por lo que puede ser considerada pionera de la historia de las mujeres y del movimiento en favor de sus derechos. Como otras mujeres de su generación con voluntad de acceso a los debates públicos, participó con su escritura en los espacios políticos que le eran vedados a lo largo de seis décadas de un siglo convulso y de gran dinamismo en muchas áreas de la vida social y política.

## Biografía

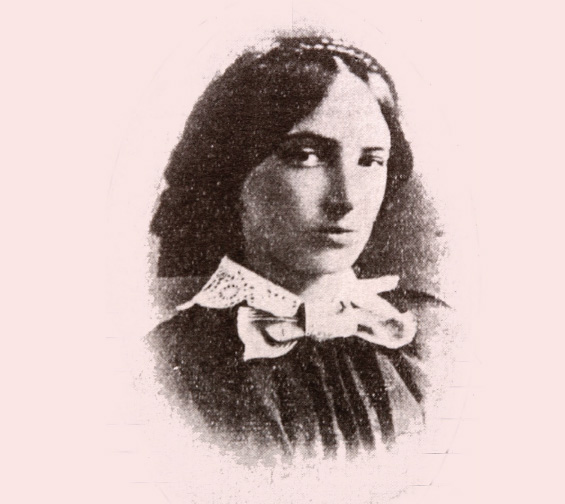
Soledad Acosta de Samper, joven.

En 1761 llegó Josef de Acosta (abuelo de la autora) al Nuevo Reino de Granada. Fue un español nacido en Valencia y educado en Cádiz. Se instaló en Honda, donde fundó una casa de comercio con sedes en Cartagena, Popayán, Pasto, Quito y Guayaquil. 
En 1785, Josef contrajo matrimonio con Soledad Pérez, hija menor del dueño del valle de Guaduas, el señor Buenaventura Pérez. Se mudaron a Guaduas, allí nacieron todos sus hijos. El 29 de diciembre de 1800 nació el hijo menor del matrimonio, Joaquín Acosta (padre de la autora) en Guaduas. 
El 6 de septiembre de 1819 Simón Bolívar nombró a Joaquín Acosta subteniente del Batallón de Cazadores de Nueva Granada. Hacia diciembre de 1822 fue nombrado Oficial Segundo de la Secretaría de Estado y de Guerra. Ese mismo año Acosta viajó a Europa estudió ingeniería militar y ciencias naturales en París. En 1830 emprendió su regreso a Colombia y en su trayecto se quedó dos meses en Nueva York, donde conoció a Carolina Kemble. Contrajeron matrimonio el 31 de mayo de 1832.
El 5 de mayo de 1833 nació Soledad Acosta en Bogotá, hija única del matrimonio. La familia emprendió un viaje a Europa, pasando por Nueva York y Halifax, Nueva Escocia. Soledad y su madre permanecieron en Halifax un año. En 1846, Joaquín Acosta y su familia se radicaron en París. Durante estos años Joaquín realizó trabajos de historia y geografía en la Nueva Granada, proporcionó a su hija los inicios de una sólida educación. Debido a la Revolución francesa de 1848, la familia debió regresar a Colombia, se mudaron a Santa Marta y Joaquín Acosta fue nombrado General en 1851. El 21 de febrero de 1852 murió el General Acosta debido a unas fiebres que había contraído en el Magdalena.

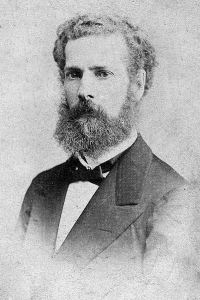
José María Samper Agudelo.

En 1853 Soledad Acosta conoció a José María Samper en Guaduas durante unas fiestas locales. Contrajeron matrimonio el 5 de mayo de 1855. Al año siguiente, el 31 de julio nació su primera hija, Bertilda Samper Acosta. El 15 de octubre de 1857 nació la segunda hija del matrimonio, Carolina. En 1858 la familia Samper Acosta viajó a Europa en compañía de la madre de la autora. Se establecieron en París. José María tuvo el cargo de secretario de la Legación Colombiana. En este año, y en calidad de corresponsal, comenzaron las colaboraciones de Soledad Acosta para los periódicos El Mosaico que se definía como "periódico de la juventud, dedicado exclusivamente a la literatura"  y la Biblioteca de Señoritas —pequeño periódico literario de ocho páginas, del cual salieron 67 números entre 1858 y 1859 — de Bogotá, y El Comercio de Lima. La mayor parte de su trabajo consistía en reseñas de libros, de ópera y música, comentarios de moda, traducciones y relatos de viaje. Soledad Acosta publicaba bajo los pseudónimos de Aldebarán, Renato, Bertilda y Andina. Así mismo, fue colaboradora en los periódicos que José María Samper dirigía. Acosta colaboró en El Iris, periódico literario ilustrado "dedicado al bello sexo" (Bogotá, 1866–1868), donde firmaba como Aldebarán y Andina.
El 5 de noviembre de 1860 nació en Londres su tercera hija, María Josefa y el 6 de mayo de 1862 nació en París, Blanca Leonor, la última hija del matrimonio.  Al final de este año, Samper fue nombrado redactor principal de El Comercio. La familia Samper Acosta se mudó a Lima y allí fundaron y redactaron, la Revista Americana. En 1863 regresaron a Colombia, Samper se postuló como representante por Cundinamarca dentro del primer gobierno de la Constitución de Rionegro de 1863. En 1864 Soledad Acosta publicó su primer cuento “La perla del Valle” en El Mosaico. En 1867 publicó su primera novela, Dolores. Cuadros de la vida de una mujer, la cual apareció como folletín en el periódico El Mensajero. En 1869 apareció publicada en libro la primera compilación de relatos de la autora, Novelas y cuadros de la vida sur-americana. El año siguiente publicó su primera novela histórica, José Antonío Galán. Episodios de la guerra de los comuneros.  En 1872, María Josefa y Carolina murieron en Bogotá a causa de una epidemia. Tres años después Samper fue encarcelado por razones políticas, confiscaron sus bienes y cerraron su imprenta. En 1878, Soledad Acosta fundó la revista La Mujer, la primera revista colombiana fundada, dirigida y redactada exclusivamente por mujeres, la cual se publicó hasta 1881.
En 1883 hizo su primera incursión en la historia con la Biografía del General Joaquín París, la cual fue premiada en un concurso histórico-literario realizado para conmemorar el primer centenario del nacimiento de Simón Bolívar. Fueron alrededor de veintiún producciones históricas las cuales publicó a lo largo de su vida. El año siguiente publicó su primera obra de teatro, Las víctimas de la guerra. En 1888, el 22 de julio muere José María Samper después de una enfermedad de seis meses. Cuatro años después, estando en París, Soledad es nombrada Delegada Oficial de la República de Colombia al IX Congreso Internacional de Americanistas en Madrid. En 1895 publicó su libro La mujer en la sociedad moderna. Años después es nombrada miembro honorario de la Academia Colombiana de Historia. En 1910, es encargada de la celebración del Primer Centenario de la Independencia. Ese mismo año, su hija Bertilda muere después de una larga enfermedad. Tres años después, el 17 de marzo muere Soledad Acosta de Samper en Bogotá, con casi ochenta años de edad.

## Historiadora

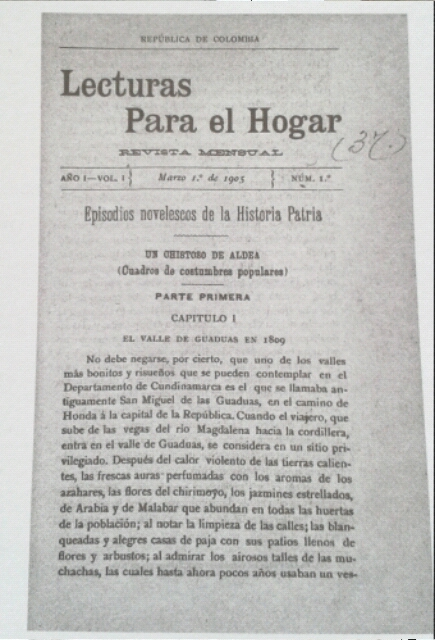
En Lecturas para el hogar (1905-1906), que definió como "Revista literaria, histórica e instructiva" se encuentran varios de sus artículos de historia y biografías de ilustres hispanoamericanos, así como textos de consejos a las mujeres sobre su papel en el hogar y la sociedad.

Hasta el siglo XIX, la historia de Colombia se construye como un relato y se convierte en un instrumento para cimentar el espíritu y la identidad nacional. Soledad Acosta de Samper fue consciente de su labor como historiadora y su misión de contribuir a esta formación nacional. En 1870 publicó su primera novela histórica, José Antonio Galán. Episodios de la guerra de los comuneros, en siete folletines del periódico El Bien Público y en 1883, a la edad de 50 años, inició su publicación de biografías. En materia de historia, reafirmo la idea –común en la época– de que el papel central de la historia lo realizaban los “grandes hombres”. Organizó sus narraciones con el apoyo de mecanismos como la periodización, la cronología y el documento como testimonio, para forjar la nación de acuerdo a los cánones establecidos en el siglo XIX.
La vocación hacia lo público, su aptitud pedagógica y su inclinación compiladora se encuentran presentes en toda su obra. Lo público se refleja, por ejemplo, desde su diario íntimo, con su inconformidad de los hechos del golpe de Estado del 17 de abril de 1854, de José María Melo contra José María Obando, continúa con la carta que le envía al presidente Santiago Pérez Manosalva en 1876 protestando por el encarcelamiento de su esposo José María Samper y es concurrente en sus escritos en contra de la separación de Panamá. Sus relatos buscan educar a sus congéneres y enseñar comportamientos, conductas e historias mediante narraciones sencillas. Su vocación pedagógica se registra en todos sus textos que tienen una introducción o presentación en donde los explica y los califica como novela histórica, crónicas histórico-novelescas, leyendas fantásticas, cuadros histórico-fantásticos, cuentos nacionales y novelas de costumbres nacionales. En su paso por la novela histórica se identifica con el escocés Walter Scott (1771-1832) y con el español Benito Pérez Galdós (1841-1920).
Su vocación compiladora y pedagógica se consolidó en las Lecciones de historia y el Catecismo de historia de 1908 y 1905 respectivamente. Después de seis años de investigación, publicó en 1883 las Biografías de hombres ilustres o notables, relativos a la época del Descubrimiento, Conquista y Colonia, en donde se reúnen 232 biografías. Su pretensión enciclopédica estuvo construida con ordenamientos de los personajes que reiteró en la Biblioteca Histórica de la Independencia, que editó y vendió entre 1909 y 1910, con 25 biografías y más de 10 relatos sobre episodios y circunstancias de la emancipación. Estas biografías y algunas de sus reediciones las publicó entre 1905 y 1906 en el último de los 6 periódicos que dirigió durante su vida, Lecturas para el Hogar.

## Periodista y editora

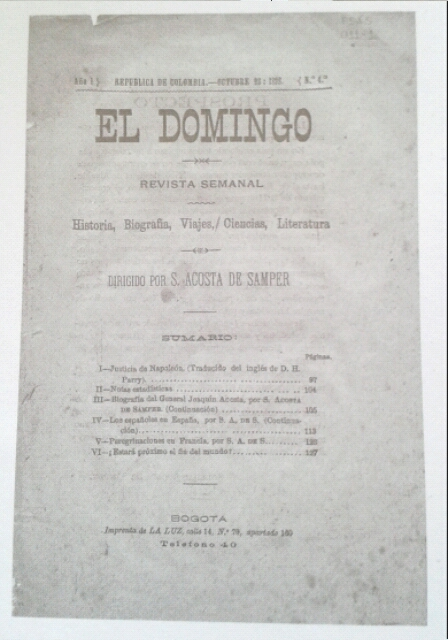
Un ejemplar de El Domingo (1898-1899), tal y como se vendían antes de ser empastados en volúmenes. Esta revista semana trataba temas de "historia, biografía, viajes, ciencias y literatura". Allí publicó biografías "de hombres ilustres de nuestra raza" y se ocupó de "las costumbres de nuestros antepasados y las de la presente generación por medio de novelas históricas y psicológicas". En su proyecto misional aclaró que "nuestras débiles labores sólo tienden al progreso y al bien de nuestra amada Patria".

La obra periodística de Soledad Acosta de Samper se desarrolló principalmente en la segunda mitad del siglo XIX, se instaló en un periodo de vigorosa prensa católica en Colombia y en el mundo. En su época, las mujeres eran formadas en los deberes; los derechos quedaban para los hombres. En el prospecto de La Mujer aclara que en esa publicación a las mujeres “no se les hablara sobre sus derechos en la sociedad ni de su pretendida emancipación, sino de sus deberes”. En 1878 fundó su primera revista, La Mujer. Tres años después fundó La Familia, que circuló hasta 1885. En 1889 lanzó El Domingo de la Familia Cristiana y en octubre de 1898, El Domingo. En marzo de 1905 creó su última publicación, Lecturas para el hogar. En estas revistas, así como en los periódicos que colaboró, Soledad no solo publicó sus novelas, crónicas de viaje y biografías por entregas, también escribió reseñas de noticias europeas y de libros, crónicas de moda, crítica literaria, artículos de opinión, traducciones, textos religiosos y de divulgación científica, recetas de cocina, semblanza y notas necrológicas. Los corresponsales, "Duaso" de Roma, "Antier" de la Revista de París y "Marcelina" (ayudante de Antier) fueron personajes inventados por Soledad Acosta. Estos debían informar sobre los asuntos políticos internacionales limitados a las mujeres. Sus contribuciones eran publicadas en forma de epístolas en los diarios para los que escribía en ese momento. En 1858 se publicó en París las Revistas parisienses firmadas por el seudónimo de "Andina", las cuales difundían la Biblioteca de Señoritas en donde se hablaba de moda, crónica de teatro, bellas artes, museos, ciencia, literatura, fiestas, entre otros. La Biblioteca de Señoritas estuvo especialmente dirigida a las jóvenes granadinas. 
En una serie de las Revistas de 1859, Soledad criticó en repetidas ocasiones el proyecto de ley de Jules Ferry para prohibir la enseñanza religiosa en los colegios franceses, en particular la impartida por los Jesuitas, y cuestionó la tiranía de los gobiernos liberales en Colombia. En las últimas dos décadas como periodista, abogó por el orden y la preservación de los valores y reaccionó en contra de las ideas heredadas de la Revolución Francesa, que observó en varios países europeos donde se propagaba el socialismo. Soledad Acosta estaba convencida del poder de la prensa como instrumento civilizador, del cual ella se servía para formar a las mujeres y a través de ellas a las familias en los valores cristianos y así, proyectar una República Cristiana. En la época de La Regeneración simpatizaba por Rafael Nuñez y ejercía una fuerte influencia en la opinión pública, desde los periódicos como La Luz y El Porvenir. En la selección de información como periodista se deslizaban sus intereses, prejuicios, filias y fobias por gobernantes e intelectuales, su búsqueda por el orden moral de la nación y la defensa de las monarquías y los valores tradicionales europeos.

## La Mujer
La Mujer fue una revista creada en 1878 por Soledad Acosta de Samper, redactada por y para mujeres. Esta revista, producida hasta 1881, está reunida en cinco tomos que compilan todas las series publicadas. Pero sobre todo, esta revista es esencial para comprender cómo las mujeres se apropiaron de los discursos patriarcales, republicanos y católicos de la segunda mitad del siglo XIX (más que todo en sus últimas décadas). 
La Mujer; lecturas para las familias. Revista quincenal redactada exclusivamente por señoras y señoritas fue una revista colombiana del siglo XIX que lanzó su primer ejemplar el primero de septiembre (domingo) de 1878 y publicó hasta el domingo 15 de mayo de 1881, bajo la dirección de Acosta. El objetivo de la revista era publicar a mujeres colombianas y sudamericanas. La justificación de Acosta se basaba en que, a diferencia de Europa y Norteamérica, en Hispanoamérica no había una empresa similar a la de producir y difundir escritos elaborados por y para las mujeres. “La Mujer será un órgano dedicado al bello sexo y al bien y servicio de él bajo todos los aspectos”. Para Acosta era esencial que en las publicaciones se abordaran temáticas que enfatizaran sobre los deberes de la mujer en la sociedad moderna. Lejos de tener un propósito feminista que denunciara la subordinación y exclusión de la mujer en la esfera pública, las contribuidoras de la revista se enfocaron en difundir los múltiples deberes de la mujer y su misión establecida por la Divina Providencia respecto a su “papel natural” en la sociedad. Para estas mujeres la revista sería siempre moral y contendría artículos al alcance de todos los entendimientos.  Sin embargo, la revista no pretendía ser plenamente exclusiva, prohibiendo el acceso de los varones o niños a esta. Al contener artículos morales y de fácil entendimiento. la revista buscaba ser leída y apreciada en compañía de la familia, como indica Acosta: “la parte masculina de la sociedad deberá proteger la naciente Revista, la cual tiene por objeto, el bien de la mujer, lo que debe convenir a todo padre y a todo hijo de familia”.
Los sesenta números de la revista son una muestra de los diversos géneros que empleó Soledad en sus escritos y, al mismo tiempo, de su pensamiento acerca de la tarea de las mujeres en el hogar y en la sociedad. Durante la circulación de estos números y la compilación posterior de los cinco tomos, el encargado de la imprenta fue Eustacio A. Escobar, ubicado en Bogotá. A lo largo de estos números se encuentran estudios históricos, novelas y cuadros de costumbres, artículos sobre moral, higiene, educación y algunos poemas, la mayoría, escritos por Acosta de Samper y firmados ya fuese con su nombre, sus iniciales o con alguno de los pseudónimos (“Olga”, “Aldebarán”, “Bertilda”. “Andina” o “Renato) que empleaba desde su época de colaboradora de Biblioteca de señoritas, 1858. La revista se difundía quincenalmente y contaba con veintiocho páginas que contenían: (i) un capítulo de una serie de artículos titulados Estudios sobre la historia de la mujer en la civilización, (ii) un capítulo de una novela histórica nacional, (iii) una poesía, (iv) un cuento completo en cada número, (v) una revista de noticias extranjeras y de modas, y (vi) una unidad de variedades – anécdotas – consejos, pensamientos, etc. Existían generalmente doce secciones, en algunas series podrían haber menos, entre ellas se encontraban: (i) la sección de artículos varios, (ii) biografías, (iii) ciencia, (iv) historia, (v) moral, (vi) novelas históricas, (vii) novelas de costumbres, (viii) poesías, (ix) una sección para niños, (x) la sección religiosa, (xi) sección de revistas extranjeras y por último (xii) una sección de variedades y anécdotas.
Un ejemplo de una sección que se anuncia como una declaración de principios de la autora es la que presenta los "Estudios históricos sobre la mujer en la civilización". Uno de los intereses más grandes de Soledad Acosta, al igual que de los más importantes hombres de letras de su época, fue la historia. En el prólogo a los "Estudios..." se explica por qué es necesario estudiar a las mujeres en la historia, explicación que podría entenderse también como una justificación al por qué la autora dedicará tantas páginas de su revista a esta cuestión. En primer lugar afirma que ese espacio se dedicará a revisar la influencia "buena ó mala que haya tenido la mujer en el progreso, poderío, bienestar y decadencia de las naciones".  Asimismo, está presente la idea de que la historia de las mujeres no debe estar compuesta únicamente de biografías sueltas sino que debe ser pensada como un proyecto integral. Esto hace posible, entonces, pensar La Mujer como un programa completo y complejo que pretendió no solo educar a las mujeres sino que buscó que se las piense como una comunidad con un pasado común y con responsabilidades hacia la patria, así estas comiencen en el hogar. 
Sin embargo, la propuesta de la autora apuntó hacia un deseo de hacer visibles a las mujeres en la historia y, a partir de ahí, hacer la distinción entre los sujetos nacionales ideales a partir de valores como la virtud. De hecho, desde el prospecto de la revista, Acosta perfiló un proyecto que, más que dividir a los seres humanos entre hombres y mujeres, los separa en virtuosos y no virtuosos. Para entender esta categoría, debe pensarse así: "reparemos en la palabra virtudes: no se trata de honores, dones naturales o reconocimientos, se trata de algo que debe ser conquistado, que en cierta medida cuesta, algo sobre lo que es preciso trabajar no solo para conseguir sino para mantener. Las virtudes de la madre y de la esposa no vienen en el ser-mujer, sino al contrario, tal condición tiende a hacer difícil la presencia de varias virtudes". Precisamente, bajo lo anterior, es posible ubicar la empresa de Acosta. Su aleccionamiento para las mujeres se centraba en explicar las virtudes a las que necesitaban llegar para ser “la mujer ideal” y la mujer ideal, sobre todo, conforme a la voluntad de Dios. No obstante, lo que permite en últimas este adoctrinamiento es una postura que repara en la posibilidad de ser en la nación, de ocupar un espacio y de accionar acorde al rol establecido. Ser parte de la nación por medio la virtud y al mismo tiempo, ser la mujer que se requiere para forjar la nación.

## Obras (selección incompleta)
Acosta al ser una de las mujeres pioneras en Colombia en cuanto a publicaciones es autora de múltiples textos de contenido variado que según La biblioteca digital de Soledad Acosta de Samper, proyecto realizado por la Universidad de los Andes  con el apoyo del Ministerio de Cultura, La Biblioteca Nacional del Colombia y el  Instituto Caro y Cuervo recopilaron más de 380 documentos de la autoría de Soledad Acosta de Samper y los clasificaron en cuatro grandes colecciones: Publicaciones periódicas, Manuscritos, Libros y álbumes.

### Colección de publicaciones periódicas
- ¿El apóstol Santo Tomas estuvo acaso en México? El Domingo de la Familia Cristiana (1889)
- ¿En qué debe ocuparse la mujer? La Familia : lecturas para el hogar 1884
- ¿Se podrá engañar al diablo? Leyenda fantástica. La Mujer 1879
- Abnegación. El Hogar: periódico literario, dedicado al bello sexo 1869
- Aforismos de la hermana Rosalía. La Mujer 1878
- Aforismos de madama Marcey. La Mujer 1879
- Algo sobre astronomía. Álbum de niños 1893
- Algunas palabras acerca de Juan de la Cosa, piloto de Cristóbal Colón así como de su célebre mapamundi. Por M. de la Roquette, Vicepresidente de la Comisión Central de la Sociedad de Geografía. Memoria (que traducimos) acerca de Juan de la Cosa, tomada del Boletín de la Sociedad Geográfica de París, número 17, tomo 3º, año de 1862. La Mujer 1879
- Algunos consejos a las señoritas La Mujer 1880
- Amalasunta. Influencia de la mujer cristiana en Italia El Domingo de la Familia Cristiana 1889
- Amor de madre que todo lo demás es aire. Cortas narraciones Colección Biblioteca del Hogar 1902
- Anales de un paseo: novelas y cuadros de costumbres La Mujer 1879
- Anales de un paseo: novelas y cuadros de costumbres, por Aldebarán. Afectuosamente dedicados a mi esposo el señor José María Samper, el día de su cumpleaños, 31 de marzo de 1872. 1872
- Apolonia Noel El Tradicionista 1872
- Apolonia Noel La Mujer 1879
- Apuntamientos para los Anales de la Asociación de la Adoración perpetua al Santísimo Sacramento y de los Sagrados Corazones en Colombia  El Domingo de la Familia Cristiana 1890
- Apuntes históricos. Juana de Flandes, condesa de Hainault La Mujer 1880
- Artículo de costumbres. Percances de un té Lecturas Para el Hogar 1905
- Artículos de costumbres. Don Renato y sus sobrinos. Lecturas Para el Hogar 1905
- Asilo para viudas de San Vicente de Paúl El Domingo de la Familia Cristiana 1889
- Asociación de la Adoración perpetua al Santísimo Sacramento y de los Sagrados Corazones en Colombia El Domingo de la Familia Cristiana 1889
- Asunta, la novicia de San Martino El Domingo de la Familia Cristiana  1890
- Aventuras de un español entre los indios de las Antillas Lecturas Para el Hogar 1905-1906
- Bartolomé Sánchez. Cuadro de la época colonial El Domingo de la Familia Cristiana 1890
- Beneficencia pública en Bogotá La Mujer 1879
- Bibliografía. Literatura rusa  El Hogar : periódico literario, dedicado al bello sexo 1869
- Biografía del general Joaquín Acosta. Prócer de la Independencia, historiador, geógrafo, hombre científico y filántropo. El Domingo. Revista semanal. Historia, Biografía, Viajes, Ciencias, Literatura 1898-1899
- Biografías contemporáneas. Historia de Colombia La Familia : lecturas para el hogar / bajo la dirección de la señora Soledad Acosta de Samper 1884-1885
- Biografías de hombres ilustres de Hispanoamérica Lecturas Para el Hogar 1905-1906
- Bogotá en el año 2000 Lecturas Para el Hogar 1905
- Bolívar y los incas La Familia : lecturas para el hogar 1884
- Botánica El Domingo de la Familia Cristiana 1889
- Breve diccionario de mujeres célebres La Mujer 1881
- Breve noticia de las guerras púnicas. Fin de Cartago El Domingo de la Familia Cristiana 1890
- Breves reflexiones sobre la ciencia antropológica  Lecturas Para el Hogar 1905
- Carácter religioso de la vida de Gladstone Sur América : órgano de la integridad colombiana 1904
- Carlota Corday El Domingo de la Familia Cristiana 1889
- Cartas a una madre El Domingo de la Familia Cristiana 1889
- Cartas a una recién casada El Domingo de la Familia Cristiana 1889
- Cartas de don Juan Valera a la señora doña Soledad Acosta de Samper (Conclusión) y Opiniones de algunos literatos españoles acerca de las memorias y otras obras de la cuales habla en sus cartas don Juan Valera Lecturas Para el Hogar 1905
- Casa Santa de Nazaret aparece en Dalmacia y después en Loreto. Historia de aquel milagro. Una peregrinación a Loreto 199  El Domingo de la Familia Cristiana 1889
- Colección Biblioteca del Hogar 1902
- Colección Biblioteca Histórica. Tomo 1. Época de la Independencia 1909
- Colección Biblioteca Histórica. Tomo 2. Época de la Independencia y Presidentes de la República de la Nueva Granada 1910
- Cómo no se escapó el presidiario. (Traducido) El Domingo. Revista semanal. Historia, Biografía, Viajes, Ciencias, Literatura 1899
- Consecuencias de una contradanza. Relación de 1827 Consecuencias de una contradanza. Relación de 1827 1898
- Consejos a las madres La Mujer 1880-1881
- Consejos a las mujeres Lecturas Para el Hogar 1905
- Consejos a las señoritas a su entrada en el mundo El Domingo de la Familia Cristiana 1889
- Consejos a las señoritas en su entrada al mundo. La Mujer I/7 (dic 15/1878): 152-153. Firmado: “S. A. de S.”. La Mujer 1878
- Constancia El Bien Público : periódico político, literario, noticioso y de ciencias, industria, comercio, estadística, costumbres y variedades 1871
- Correspondencia de la moda El Domingo. Revista semanal. Historia, Biografía, Viajes, Ciencias, Literatura 1899
- Correspondencia de París El Domingo. Revista semanal. Historia, Biografía, Viajes, Ciencias, Literatura 1899
- Correspondencia de Roma El Domingo. Revista semanal. Historia, Biografía, Viajes, Ciencias, Literatura 1899
- Costumbres y tipos europeos. Londres. París El Hogar : periódico literario, dedicado al bello sexo 1869
- Creación del mundo. Vegetación antediluviana. Las hulleras. Cómo se perfeccionan las plantas. La época terciaria. La sabiduría de Cuvier. Primeros alimentos del hombre El Domingo de la Familia Cristiana 1889
- Cuadro sinóptico de la literatura neogranadina. Introducción El Bien Público : periódico político, literario, noticioso y de ciencias, industria, comercio, estadística, costumbres y variedades 1870
- Cuadros sinópticos de la literatura española El Bien Público : periódico político, literario, noticioso y de ciencias, industria, comercio, estadística, costumbres y variedades 1870
- Cuadros sinópticos de la literatura francesa El Mosaico 1871
- Cuadros sinópticos de la literatura inglesa El Bien Público : periódico político, literario, noticioso y de ciencias, industria, comercio, estadística, costumbres y variedades 1870
- Cuadros y relaciones novelescas de la historia de América. Dedicados al bello sexo colombiano. La Mujer 1878
- De París a Nancy y Metz (Fragmentos de un viaje) El Bien Público : periódico político, literario, noticioso y de ciencias, industria, comercio, estadística, costumbres y variedades 1870
- Del riego de la tierra El Domingo de la Familia Cristiana 1889
- Diálogo. Una educación útil. Escena única La Mujer 1880
- Diálogos sobre el arte de la pintura Lecturas Para el Hogar 1905
- Diálogos sobre Historia Universal Lecturas Para el Hogar 1906
- Diálogos sobre la historia de Egipto Lecturas Para el Hogar 1906
- Diario de un filósofo El Domingo de la Familia Cristiana 1889
- Doctor don José Ignacio de Márquez. Segundo Presidente de la República de la Nueva Granada. 1793-1880 Colección Biblioteca Histórica 1909-1910
- Don Juan Valera y Cartas de don Juan Valera a la señora doña Soledad Acosta de Samper Lecturas Para el Hogar 1905
- Doña Jerónima. Novela de costumbres neogranadinas. Firmada: Olga. La Mujer 1878-1879
- Dos hombres públicos colombianos. I-II. El general Tomás Cipriano de Mosquera (Presidente y Revolucionario). III. El doctor Rafael Núñez (Presidente de Colombia), Lecturas Para el Hogar 1905
- Dos naufragios en un mes El Domingo de la Familia Cristiana 1889
- Ecos de Europa El Mosaico 1864
- Efectos curiosos de los rayos El Domingo de la Familia Cristiana 1890
- El año nuevo en París. 31 de diciembre El Hogar : periódico literario, dedicado al bello sexo 1870
- El arco iris. El Arzobispo de Espalatro. Luces fosforescentes. Las luciérnagas. Los zoófitas. El coral. La coralina. Las esponjas. Las cornalinas El Domingo de la Familia Cristiana 1889
- El asesinato del mariscal Antonio José de Sucre Colección Biblioteca Histórica 1909-1910
- El beato Alberto Magno. Santo Tomás de Aquino El Domingo de la Familia Cristiana 1889
- El Bochica de los chibchas. El miedo. La edad de las estrellas. El astrónomo Jassen El Domingo de la Familia Cristiana 1889
- El cabrero de Lorena El Domingo de la Familia Cristiana 1889
- El castigo  El Tradicionista 1872
- El castigo La Mujer 1879
- El castillo de las tres torres El Domingo de la Familia Cristiana 1889
- El cuento del caballo rucio El Domingo. Revista semanal. Historia, Biografía, Viajes, Ciencias, Literatura 1898
- El Dante y La Divina Comedia El Domingo de la Familia Cristiana 1889
- El deber y el placer El Domingo de la Familia Cristiana 1889
- El diamante de los Estuardos El Domingo. Revista semanal. Historia, Biografía, Viajes, Ciencias, Literatura 1898
- El Domingo de la Familia Cristiana. Revista semanal bajo la dirección de la señora Soledad A. de Samper 1889-1890
- . Revista. Historia, biografía, viajes, ciencias, literatura. Dirigido por S. Acosta de Samper 1898-1899
- El esclavo El Domingo de la Familia Cristiana 1889
- El esposo de Carlota La Familia : lecturas para el hogar / bajo la dirección de la señora Soledad Acosta de Samper 1884
- El feudalismo en la Edad Media. Influencia de la mujer. Berta. Teodora. Marozia El Domingo de la Familia Cristiana 1889
- El general Joaquín Acosta Colección Biblioteca Histórica 1909-1910
- El general Juan José Flórez (Fundador de la República del Ecuador) Colección Biblioteca Histórica 1909-1910
- El general Pedro Alcántara Herrán. Tercer Presidente de la Nueva Granada Colección Biblioteca Histórica 1909-1910
- El hombre como debería ser. [Extractos de una obra del R. P. V. Marchal, cuyo título no menciona, y traducidos por Soledad Acosta de Samper para sus lectoras.] La Mujer 1880-1881
- El jardinero de Sinope El Domingo de la Familia Cristiana 1889
- El Libertador Simón Bolívar. Libertador de Venezuela, Nueva Granada, Ecuador, Perú y Bolivia, creador de Colombia la Grande. Primera parte: 1783-1821 Colección Biblioteca Histórica 1909-1910
- El Libertador y los recuerdos de su familia 272 Colección Biblioteca Histórica 1909-1910
- El medicamento del alma El Hogar : periódico literario, dedicado al bello sexo 1868
- El monte Sinaí El Domingo de la Familia Cristiana 1890
- El nacimiento de Cristóbal Colón. Cuadro histórico fantástico El Domingo. Revista semanal. Historia, Biografía, Viajes, Ciencias, Literatura  1898
- El nido de águilas El Domingo de la Familia Cristiana 1889
- El papa Inocencio. Cuarta cruzada y sus consecuencias. Fin del Imperio griego en Oriente El Domingo de la Familia Cristiana 1889
- El perdón de Ploermel. Ópera cómica en tres actos. Música de Meyerbeer Biblioteca de Señoritas 1859
- El repique de media noche El Domingo de la Familia Cristiana 1889
- El santuario de Lourdes en invierno El Domingo de la Familia Cristiana 1889
- El siervo El Domingo de la Familia Cristiana 1889
- El siglo XII en Italia. Segunda cruzada. San Bernardo El Domingo de la Familia Cristiana 1889
- El sistema feudal en Europa. CarIo Magno El Domingo de la Familia Cristiana 1889
- El talismán de Enrique La Mujer 1879
- El último de los Pecos El Domingo de la Familia Cristiana 1889
- El Valle del Reposo. Por H. S. Merriman El Domingo. Revista semanal. Historia, Biografía, Viajes, Ciencias, Literatura 1898
- El Valle del Reposo. Por H. S. Merriman El Domingo. Revista semanal. Historia, Biografía, Viajes, Ciencias, Literatura 1898
- El venerable Beda El Domingo de la Familia Cristiana 1889
- El viajero. Comedia de costumbres nacionales en dos actos La Mujer 1880
- Elementos de higiene general. Traducción del francés por S. A. de S. La Mujer 1879
- Elevemos nuestros corazones La Mujer 1879
- Elisa Ozzesko Lecturas Para el Hogar 1905
- Episodios novelescos de la Historia Patria. Un chistoso de aldea. (Cuadros de costumbres populares) Lecturas Para el Hogar 1905
- Época de la Independencia. El general José Sardá Colección Biblioteca Histórica 1909-1910
- Época de la Independencia. El general Manuel de Serviez Colección Biblioteca Histórica 1909-1910
- Época de la Independencia. General Joaquín París Colección Biblioteca Histórica 1909-1910
- Época de la Independencia. Los Precursores: I. El general Antonio Nariño Colección Biblioteca Histórica 1909-1910
- Escritores modernos españoles. Marcelino Menéndez Pelayo. Historia de las ideas estéticas en España. Tomo 1º La Familia : lecturas para el hogar 1884
- Escritores modernos españoles. Pedro Antonio de Alarcón. José María Pereda. 1º Los hombres de pro. 2º Pedro Sánchez. 3º Sotileza La Familia : lecturas para el hogar 1884
- Estudios biográficos: Biografía del general Joaquín Acosta (Fragmentos) La Familia: lecturas para el hogar 1884
- Estudios históricos sobre la mujer en la civilización. Firmado: “S. A. de S.” La Mujer 1878-1881
- Estudios sobre Inglaterra Lecturas Para el Hogar 1905[23]
- Evangelios dominicales y su explicación El Domingo de la Familia Cristiana 1889-1890
- Explicación del Adviento. Cesáreo de Arlés El Domingo de la Familia Cristiana 1889
- Extractos y reflexiones. Modestia, orgullo y vanidad El Hogar : periódico literario, dedicado al bello sexo 1868
- Federico El Tradicionista 1872
- Federico La Mujer 1879
- Federico (Recuerdos de la infancia) El Bien Público : periódico político, literario, noticioso y de ciencias, industria, comercio, estadística, costumbres y variedades 1870
- Fernando o las sociedades secretas  El Domingo de la Familia Cristiana  1889
- Fiesta en la capilla de San José en la iglesia de San Ignacio Lecturas Para el Hogar 1905
- Fiesta nacional. Coronación de un poeta [Rafael Pombo] Lecturas Para el Hogar 1905
- Fragmentos y reflexiones El Mosaico 1864
- Fray Luis de León El Domingo de la Familia Cristiana 1889
- Galería de mujeres virtuosas y notables La Mujer 1878-1879
- Garibaldi Biblioteca de Señoritas 1859
- Generales ilustres de la época de la Independencia. El general Antonio José de Sucre Mariscal de Ayacucho y primer Presidente de Bolivia Colección Biblioteca Histórica Colección Biblioteca Histórica 1909-1910
- Gonzalo Suárez Rondón. Fundador de Tunja. I-III Papel Periódico Ilustrado 1883
- Gregorio VII (Hildebrando) Papa. Canosa El Domingo de la Familia Cristiana 1889
- Hechos curiosos de la ciencia astronómica La Mujer 1879
- Higiene de la Infancia La Mujer 1879
- Historia de dos familias: novela de costumbres nacionales La Mujer 1880
- Historia de Italia El Domingo de la Familia Cristiana 1889-1890
- Historia de Santa Catalina de Siena El Domingo de la Familia Cristiana 1890
- Historia de un crimen El Domingo de la Familia Cristiana 1889
- Historia del café  El Domingo de la Familia Cristiana 1890
- Historia Patria Sur América : órgano de la integridad colombiana 1904
- Historia. Descubrimiento de América Lecturas Para el Hogar 1905
- Historia. Los contemporáneos de Cristóbal Colón Lecturas Para el Hogar 1905
- Imelda de Lambertazzi. Las órdenes religiosas de san Francisco y santo Domingo El Domingo de la Familia Cristiana 1889
- Influencia de los monasterios cristianos en la civilización La Mujer 1881
- Introducción al estudio de las ciencias físicas. Por J. Morand. Vertido al español por Aldebarán El Bien Público : periódico político, literario, noticioso y de ciencias, industria, comercio, estadística, costumbres y variedades 1870
- Jesús entre los Doctores (cuento oriental) El Domingo de la Familia Cristiana 1889
- Joaquín Acosta Papel Periódico Ilustrado 1886
- José Antonio Galán. Episodios de la guerra de los comuneros El Bien Público: periódico político, literario, noticioso y de ciencias, industria, comercio, estadística, costumbres y variedades 1870
- Juan Calvino El Domingo de la Familia Cristiana 1890
- Juana de Flandes, condesa de Hainault El Domingo de la Familia Cristiana 1889
- Justicia cumplida la de Dios venida. Novela de costumbres nacionales Lecturas para el hogar Publicaciones periódicas 1905-1906
- Justicia de Napoleón. Traducido del inglés de D. H. Perry El Domingo. Revista semanal. Historia, Biografía, Viajes, Ciencias, Literatura 1898
- Kowalski el carpintero El Domingo de la Familia Cristiana 1890
- La ausencia El Domingo de la Familia Cristiana 1889
- La capilla del Sagrario en Bogotá La Mujer 1979
- La choza de la lavandera El Domingo de la Familia Cristiana 1889
- La conspiración del 25 de septiembre de 1828 contra Bolívar Colección Biblioteca Histórica 1909-1910
- La cruz de la vida. (Fragmento). (Del álbum del señor J. G. Gaibrois) Colombia Ilustrada 1885
- La cuarta cruzada. Los güelfos y los gibelinos Las primeras universidades de Europa El Domingo de la Familia Cristiana 1889
- La dama enlutada El Domingo de la Familia Cristiana. 1889
- La educación a los veintiún años. Cartas a mi prima Natalia. Obra escrita en francés por A. Rondelet, adaptada al castellano y arreglada para las lectoras colombianas por S. A. de S. La Mujer. 1879-1880
- La educación científica produce resultados importantes entre la juventud y desarrolla los más bellos sentimientos del corazón humano. El Padre Armando David, misionero naturalista. ¿Qué son los Lazaristas? Los hospitalarios de San Lázaro. La lepra en Europa. Los caballeros Templarios y su historia El Domingo de la Familia Cristiana 1889
- La educación de las hijas del pueblo. El trabajo de las mujeres en el siglo XIX. Obra escrita en francés por Pablo Leroy Beaulieu. (Coronada por la Academia de Ciencias Morales y Políticas de Francia La Mujer 1879
- La embriaguez. La Mujer. 1879
- La familia del tío Andrés. Época de la independencia. Segunda parte de la juventud de Andrés. Novela histórica y de costumbres nacionales. La Mujer. 1880-1881
- La Familia. Lecturas para el hogar. Bajo la dirección de la señora Soledad Acosta de Samper. 1884-1885.
- La flor de Amé y Un recuerdo.  El Tradicionista. 1872.
- La flor de amé y Un recuerdo. La Mujer. 1879.
- La gracia divina. El Domingo de la Familia Cristiana. 1889.
- La gran condesa Matilde. El Domingo de la Familia Cristiana. 1889.
- La hacienda de ‘El Encinar’. El Domingo de la Familia Cristiana. 1889.
- La hija del republicano. El Domingo de la Familia Cristiana, 1890.
- La india de Juan Fernández (cuadro histórico-novelesco). La Mujer. 1880.
- La instrucción en la mujer de sociedad. Del trabajo intelectual. La Mujer. 1879
- La instrucción en la mujer de sociedad. Del trabajo intelectual. El Domingo de la Familia Cristiana. 1889-1890.
- La instrucción pública en Cundinamarca. La Mujer. 1878.
- La isla encantada. El Tradicionista. 1872.
- La isla encantada, La poesía (traducción), Las ilusiones, La juventud, Modestia, orgullo y vanidad. La Mujer. 1879.
- La juventud de Andrés. Novela histórica y de costumbres nacionales (fin del siglo XVIII). La Mujer. 1879-1880.
- La juventud del día. El Bien Público. 1870.
- La juventud del día. El Hogar: periódico literario, dedicado al bello sexo. 1869.
- La juventud y Modestia, orgullo y vanidad. El Tradicionista. 1872.

- La mejor de las bebidas. El Bien Público: periódico político, literario, noticioso y de ciencias, industria, comercio, estadística, costumbres y variedades. 1870.
- La mentira de Sabina. Novela escrita en francés por la Princesa O. Cantacuzene-Altieri. (Publicada en la Revue des deux mondes en julio y agosto de 1880). La Mujer. 1880-1881.
- Novelas y cuadros de la vida sur-americana (1869). Incluye: Dolores (Cuadros de la vida de una mujer); Teresa la Limeña (Páginas de la vida de una peruana); El corazón de la mujer (Ensayos psicológicos); La Perla del Valle; Ilusión y realidad; Luz y sombra (Cuadros de la vida de una coqueta); Tipos sociales: La monja - Mi madrina (Recuerdos de Santafé) y Un crimen: Novelas y cuadros de la vida sur-americana[24]
- Biografías de hombres ilustres o notables relativas a la época del descubrimiento, conquista y colonización de la parte de América denominada actualmente EE.UU. de Colombia (1883)
- Los piratas en Cartagena: crónicas histórico novelescas (1886).
- Una Holandesa en América. Novela (1888).
- Viaje a España en 1892. Tomo I (1893).
- La mujer en la sociedad moderna (1895)[3]
- Biografía del general Joaquín Acosta: prócer de la independencia, historiador, geógrafo, hombre científico y filántropo (1901)
- Aventuras de un español entre los indios de las Antillas (1905)
- Un chistoso de aldea (1905).
- Españoles en América. Episodios histórico-novelescos. Un hidalgo conquistador (1907).
- Catecismo de historia de Colombia (1908)[25].
- Biblioteca histórica (1909).
- Biografía del general Antonio Nariño (1910).
- El corazón de la mujer
- Luz y sombra
- Historias de dos familias
- Domingos de la Familia Cristiana
- José Antonio Galán. Episodios de la guerra de los comuneros (1870)[4]
- La Mujer; lecturas para las familias. Revista quincenal redactada exclusivamente por señoras y señoritas[5]

- Novelas y cuadros de la vida sur-americana (1869). Incluye: Dolores (Cuadros de la vida de una mujer); Teresa la Limeña (Páginas de la vida de una peruana); El corazón de la mujer (Ensayos psicológicos); La Perla del Valle; Ilusión y realidad; Luz y sombra (Cuadros de la vida de una coqueta); Tipos sociales: La monja - Mi madrina (Recuerdos de Santafé) y Un crimen
- Novelas y cuadros de la vida sur-americana
- Biografías de hombres ilustres o notables relativas a la época del descubrimiento, conquista y colonización de la parte de América denominada actualmente EE.UU. de Colombia (1883)
- Los piratas en Cartagena: crónicas histórico novelescas (1886).
- Una Holandesa en América. Novela (1888).
- Viaje a España en 1892. Tomo I (1893).
- La mujer en la sociedad moderna (1895)
- Biografía del general Joaquín Acosta: prócer de la independencia, historiador, geógrafo, hombre científico y filántropo (1901)
- Aventuras de un español entre los indios de las Antillas (1905)
- Un chistoso de aldea (1905).
- Españoles en América. Episodios histórico-novelescos. Un hidalgo conquistador (1907).
- Catecismo de historia de Colombia (1908).
- Biblioteca histórica (1909).
- Biografía del general Antonio Nariño (1910).
- El corazón de la mujer
- Luz y sombra

- Historias de dos familias
- Domingos de la Familia Cristiana
- José Antonio Galán. Episodios de la guerra de los comuneros (1870)
- La Mujer; lecturas para las familias. Revista quincenal redactada exclusivamente por señoras y señoritas